# Ходячие мертвецы (10-й сезон)
Десятый сезон американского зомби-апокалиптического телесериала «Ходячие мертвецы», разработанного Фрэнком Дарабонтом на основе одноименной серии комиксов, авторства Роберта Киркмана, Тони Мура и Чарли Адларда. Премьера сезона состоялась 6 октября 2019 года на канале AMC. Премьера второй половины сезона состоялась 23 февраля 2020 года. Исполнительными продюсерами сезона являются Киркман, Дэвид Алперт, Скотт М. Гимпл, Анджела Канг, Грег Никотеро, Джозеф Инкапрера, Дениз Хут и Гейл Энн Хёрд, а Канг осталась шоураннером своего следующего сезона.
Этот сезон адаптирует материал начиная с выпуска № 145 серии комиксов и фокусируется на подготовке группы и войне против Шепчущих. Спустя несколько месяцев после резни во время ярмарки сообщества, проведенной Альфой (Саманта Мортон), сезон сосредотачивается на объединённых сообществах, поскольку они начинают борьбу, чтобы положить конец угрозе Шепчущих.
Десятый сезон станет заключительным для Данай Гуриры, которая играет Мишонн с третьего сезона. Премьера финальной серии сезона должна была состояться 12 апреля 2020 года, но постпродакшн был отложен из-за пандемии COVID-19. Вместо этого серия вышла в эфир 4 октября 2020 года, при этом к десятому сезону были добавлены дополнительные шесть эпизодов, которые выходили в эфир с 28 февраля по 4 апреля 2021 года.

## Актёрский состав

### Главные роли
В десятом сезоне участвуют девятнадцать основных актёров. Элинор Мацуура, Купер Эндрюс, Надиа Хилкер, Райан Херст, Лорен Ридлофф, Кэссэди Макклинси и Кейли Флеминг были повышены до статуса основных актёров, тогда как ранее у них были повторяющиеся роли. Хёрст добавлен в начальную заставку сезона, в то время как остальные указаны как «также в главных ролях». Лорен Коэн вновь добавлена в начальную заставку сезона начиная с 17 эпизода.

#### Основной состав
- Норман Ридус — Дэрил Диксон, южанин-реднек и бывшая правая рука Рика. Дэрил является опытным охотником и бывшим вербовщиком Александрии[8].
- Данай Гурира — Мишонн, воительница с катаной и бывший романтический партнёр Рика. Она растит Джудит и она является матерью ребёнка от Рика[8].
- Мелисса Макбрайд — Кэрол Пелетье, бывшая жена Иезекииля. Кэрол — женщина, преодолевшая несколько травм, умелый и изобретательный боец, которая теперь живёт в Александрии[8].
- Кристиан Серратос — Розита Эспиноса, прагматичный член группы, которая является матерью ребёнка от Сиддика. В настоящее время она также состоит в отношениях с Гэбриелом[8].
- Джош Макдермитт — Юджин Портер, умный выживающий человек, который преодолел свой страх ходячих. Он также влюблён в Розиту[8].
- Сет Гиллиам — Гэбриэл Стоукс, священник, который примирил свои убеждения с тем, что нужно делать, чтобы выживать. В настоящее время он состоит в отношениях с Розитой[8].
- Росс Маркуанд — Аарон, бывший вербовщик Александрии, который из-за несчастного случая потерял свою руку, и он является приёмным отцом Грейси[8].
- Хари Пейтон — Иезекииль, харизматичный бывший лидер «Королевства» и бывший муж Кэрол[8].
- Райан Хёрст — Бета, первый заместитель лидера во главе Шепчущихся[7].
- Саманта Мортон — Альфа, лидер Шепчущихся, таинственной группы, которые носят кожу мертвецов, чтобы скрыть их присутствие, а также главный антагонист сезона[8].
- Джеффри Дин Морган — Ниган, изменившийся бывший лидер «Спасителей», который находится в заключении в «Александрии». Он сформировал родительскую связь с приёмной дочерью Мишонн, Джудит[8].
- Лорен Коэн — Мэгги Грин, вдова Гленна и бывший лидер Хиллтопа, которая ушла с Джорджи, чтобы помочь новому отдалённому сообществу[9][10].

#### Также в главных ролях
- Каллан Маколифф — Олден, бывший член банды «Спасителей», который теперь проживает в Хиллтопе и теперь клянётся отомстить Шепчущимся[8].
- Ави Нэш[англ.] — Сиддик, врач в Александрии, который является отцом ребёнка Розиты[8].
- Элинор Мацуура — Юмико, подружка Магны, которая является умелой лучницей[7].
- Купер Эндрюс[англ.] — Джерри, бывший резидент Королевства и правая рука Иезекииля. Состоит в отношениях с Набилой[7].
- Надиа Хилкер — Магна, лидер небольшой группы странствующий выживших[7].
- Кейли Флеминг — Джудит Граймс, дочь Лори Граймс и Шейна Уолша, и приёмная дочь Рика и Мишонн[7].
- Кэсседи Макклинси — Лидия, дочь Альфы и бывший Шепчущийся, которая теперь живёт в Александрии. Также является бывшим любовным интересом Генри[7].
- Лорен Ридлофф — Конни, глухой член группы Магны[7].

### Повторяющиеся роли

#### Александрия
- Линдсли Реджистер — Лора, бывший лейтенант Спасителей, которая является членом совета Александрии.
- Кенрик Грин — Скотт, поставщик припасов для Александрии.
- Мэнди Кристин Керр — Барбара, жительница Александрии.
- Тамара Остин — Нора, жительница Александрии и подруга Мишонн.
- Анабель Холлоуэй — Грейси, приёмная дочь Аарона.
- Энтони Азор — Рик «Р. Дж.» Граймс-мл., сын Рика и Мишонн.
- Джерри Таббс — Марго, бывший член Разбойников, которая недолюбливает Лидию.
- Дэвид Шэй — Альфред, бывший член Разбойников и друг Марго.
- Блэйн Керн III — Брэндон, тюремщик в Александрии, который следит за Ниганом.

#### Хиллтоп
- Дэн Фоглер — Люк, бывший учитель музыки.
- Энджел Теори — Келли, защищающая сестра Конни и член группы Магны.
- Джон Финн — Эрл Саттон, кузнец в Хиллтопе и муж погибшей Тэмми.
- Надин Марисса — Набила, бывшая жительница и садовница Королевства, а также жена Джерри.
- Карен Сизей — Берти, резидент Хиллтопа.
- Энтони Лопес — Оскар, резидент Хиллтопа.
- Густаво Гомес — Марко, поставщик припасов для Хиллтопа.
- Керри Кэхилл — Дайанн, один из лучших солдат Иезекииля и умелая лучница.
- Джексон Пэйс — Гейдж, резидент Хиллтопа, который теперь недолюбливает Лидию из-за смерти его друзей.

#### Оушенсайд
- Сидни Парк — Синди, молодая женщина, которая является лидером «Оушенсайда».
- Авианна Минхир — Рэйчел Уорд, молодой член Оушенсайда, которая является представителем своего общества.
- Алекс Сгамбати — Джулс, член Оушенсайда.
- Бриана Венскус — Беатрис, один из лучших солдат «Оушенсайда» и правая рука Синди.

#### Шепчущиеся
- Тора Бёрч — Гамма / Мэри, член Шепчущихся, которая защищает Альфу и второй заместитель лидера во главе шепчущихся[11].
- Хавана Блум — молодая Лидия.
- Хуан Хавьер Карденас — Данте, остроумный медпомощник Сиддика и шпион от Шепчущихся.
- Джулиет Бретт — Фрэнсис, член Шепчущихся и сестра Мэри, которая бросила своего новорожденного сына по приказу Альфы.
- Марк Сивертсен — Руфус, член Шепчущихся.

#### Остров Бладсворт
- Кевин Кэрролл — Вёрджил, выживший, который ищет помощи Мишонн чтобы найти свою семью[11].
- Ив Гордон — Селеста, жительница острова Бладсворт, которая была исследовательницей вместе с Вёрджилом и Джеремайей.
- Тейлор Николс — Джеремайя, житель острова Бладсворт, который был исследователем вместе с Вёрджилом и Селестой.
- Оливия Стамбулия — Люси, жительница острова Бладсворт, которая была уборщицей в исследовательском центре.

#### Караван выживших
- Брида Вул — Эйден, член каравана выживших, которую спасла Мишонн.
- Эндрю Бэчелор — Бэйли, член каравана выживших и друг Эйден, которого также спасла Мишонн.

#### Группа Мэгги
- Океа Эме-Аквари — Элайджа, таинственный член группы Мэгги в маске[12].
- Джеймс Девоти — Коул, доверенный член группы Мэгги.

#### Прочие
- Мэтт Линц — Генри, приёмный сын Кэрол и Иезекииля, который был убит Альфой в девятом сезоне. Он появляется в галлюцинациях Кэрол. Он также бывший любовный интерес Лидии.
- Марго Бингем — Стефани, выжившая из неизвестного места, которая общается с Юджином по радио.
- Паола Лазаро — Хуанита «Принцесса» Санчес, причудливая и эпатажная выжившая.
- Линн Коллинз — Лея, бывшая владелица Пса, у которой сложилась любовная связь с Дэрилом[13].
- Роберт Патрик — Мэйс, невменяемый выживший, который потерял веру в людей[12].
- Хилари Бёртон — Люсиль, покойная жена Нигана, которая умерла от рака поджелудочной железы в самом начале эпидемии[14].
- Майлз Муссенден — Франклин, добрый и альтруистичный доктор, который обеспечивает лекарствами жену Нигана. Он также приёмный отец Лоры[15].
- Родни Роуленд — Крэйвен, враждебный лидер банды мотоциклистов[15][16].

## Эпизоды
| № общий | № в сезоне | Название                                              | Режиссёр               | Автор сценария                                                   | Дата премьеры   | Зрители в США (млн) |
| --- | ---------- | ----------------------------------------------------- | ---------------------- | ---------------------------------------------------------------- | --------------- | ------------------- |
| 132 | 1          | «Дороги, которые мы выбираем» «Lines We Cross»        | Грег Никотеро          | Анджела Канг                                                     | 6 октября 2019  | 4,00                |
| Общины начинают привыкать к спокойной жизни, но страх перед Шепчущимися не уходит окончательно. Люди стараются не пересекать очерченных границ, чтобы избежать агрессии Шепчущихся. Однако старый советский спутник, сошедший с орбиты, вызывает лесной пожар. В попытке потушить его люди вынуждены пересечь границу Шепчущихся. Кэрол видит Альфу, суровый взгляд которой не сулит ничего хорошего. |            |                                                       |                        |                                                                  |                 |                     |
| 133 | 2          | «Мы — конец этого мира» «We Are the End of the World» | Грег Никотеро          | Николь Миранте-Мэттьюс                                           | 13 октября 2019 | 3,47                |
| Мы видим воспоминания Альфы о событиях семилетней давности, когда она, скитаясь с Лидией, встретила Бету. Тогда же возникла идея носить маски из кожи ходячих, и было положено начало Шепчущихся. В настоящем Альфа приказывает собирать ходячих в стадо, чтобы напасть на общины в наказание за нарушение границ. Также становится понятно, что дочь Лидия по-прежнему дорога Альфе, несмотря на видимое безразличие и отречение. |            |                                                       |                        |                                                                  |                 |                     |
| 134 | 3          | «Привидения» «Ghosts»                                 | Дэвид Бойд             | Джим Барнс                                                       | 20 октября 2019 | 3,48                |
| Александрию атакуют орды ходячих, сутками выматывая обороняющихся. В разгар битвы приходит Гамма, помощница Альфы, и назначает лидерам встречу на границе. На счету каждый человек, и Ниган отправляется сражаться с ходячими плечом к плечу с Аароном, который, тем не менее, люто ненавидит Нигана. В критический момент Ниган спасает Аарону жизнь. На границе Кэрол пытается безуспешно убить Альфу, но та сохраняет жизнь ей, Мишонн и Дэрилу в обмен на часть территорий общин. Кэрол плотно сидит на стимулирующих таблетках, но от них у неё возникают галлюцинации. В заброшенном здании она едва не становится жертвой ловушки, расставленной Шепчущимися. |            |                                                       |                        |                                                                  |                 |                     |
| 135 | 4          | «Молчание Шепчущихся» «Silence the Whisperers»        | Майкл Кадлиц           | Джеральдин Айноа                                                 | 27 октября 2019 | 3,31                |
| Хиллтоп в опасности из-за дерева, проломившего стену. Все подозревают, что это диверсия Шепчущихся. В Александрии Лидия подвергается травле со стороны жителей, потерявших близких из-за Шепчущихся. Неожиданно она находит друга и защитника со стороны Нигана. Мишонн спасает отчаявшегося Иезекииля от самоубийства, после чего они сливаются в страстном поцелуе. Тем временем Лидия загнана в угол и избита группой недоброжелателей. Ниган приходит на помощь, но случайно убивает Марго. Он снова за решеткой, александрийцы жаждут его смерти. Лидия даёт ему возможность сбежать, и сама оказывается в камере. Мишонн по рации разъясняет Дэрилу, как важна Лидия: она их гарантия в конфликте с Альфой, которая считает, что её дочь находится в Александрии в безопасности и только поэтому не уничтожает город окончательно. |            |                                                       |                        |                                                                  |                 |                     |
| 136 | 5          | «Что и всегда» «What It Always Is»                    | Лора Белси             | Элай Джорне                                                      | 3 ноября 2019   | 3,09                |
| Сбежавшего Нигана находит парень по имени Брэндон, бывший Спаситель и ярый фанат былых «заслуг» Нигана. Ниган спасает молодую женщину с ребёнком, которые отбиваются от ходячих. Пытаясь впечатлить Нигана, Брэндон убивает их, за что Ниган, искренне желавший помочь путникам, убивает его. Гамма по приказу Альфы заваливает ручей телами ходячих. За этим занятием её застаёт Аарон и даёт ей упаковку бинта — перевязать раненую руку. Альфа, узнав об этом, решает затеять с Аароном некую игру. Магна ворует припасы из Хиллтопа. Ниган наконец обретает любимые куртку и биту, идёт на территорию Шепчущихся, где сталкивается с Бетой и другими Шепчущимися. |            |                                                       |                        |                                                                  |                 |                     |
| 137 | 6          | «Союзы» «Bonds»                                       | Дэн Лью                | Кевин Дейболдт                                                   | 10 ноября 2019  | 3,21                |
| Дэрил и Кэрол отправляются на территорию Шепчущихся, подозревая, что Ниган убежал туда. Дополнительно они пытаются узнать нахождение огромного стада, которым Альфа пугала Дэрила, чтобы уничтожить его. В ходе разведки Кэрол берёт в плен Шепчущего, оказавшегося на поляне с группой ходячих. Тем временем Ниган попадает к Шепчущимся. Он не нравится Бете, но Альфа распоряжается проверить его выносливость. Ниган выдерживает испытания и наконец предстаёт перед Альфой. Юджин, используя детали советского спутника, усиливает радиус действия своей радиостанции и выходит на связь с незнакомкой. Жителей Александрии мучает неизвестная болезнь, среди пострадавших Розита. |            |                                                       |                        |                                                                  |                 |                     |
| 138 | 7          | «Открой глаза» «Open Your Eyes»                       | Майкл Кадлиц           | Кори Рид                                                         | 17 ноября 2019  | 3,31                |
| Дэрил и Кэрол допрашивают пленного Шепчущего, но тот не поддаётся, даже угроза Дэрила отрезать ему пальцы не пугает — настолько глубоко зашёл его фанатизм. На мосту у границы Аарон встречается с Гаммой, угощает её булкой и дарит рисунок Грейси, пробудив в ней сомнения относительно следования за Альфой. Кэрол решает показать пленнику Лидию, который уверен, что Альфа убила дочь, однако Шепчущийся погибает из-за данного ему Данте неправильного лекарства, из-за этого на него сердится Сиддик. Ночью Кэрол ведёт Лидию на мост, где её видит беседующая с Аароном Гамма. Увидев Лидию, Гамма впадает в смятение и убегает, Лидия, рассердившись на Кэрол, что та её использовала, уходит от них. Ночью Данте приходит к Сиддику, чтобы помириться, но из-за случайной фразы Сиддик узнаёт истинную сущность Данте и цель, с которой он появился в общине: агент Шепчущихся. Это стоит Сиддику жизни. |            |                                                       |                        |                                                                  |                 |                     |
| 139 | 8          | «Прежний мир» «The World Before»                      | Джон Дал               | Джулия Ракман                                                    | 24 ноября 2019  | 3,21                |
| Альфа отправила Данте, чтобы тот совершал диверсии в Александрии. Так как Сиддик раскрыл его, Данте пришлось убить его — так он позже скажет допрашивающему его Дэрилу. Розита застаёт Данте на месте преступления и тот пытается убить её, но получает отпор. Гамма сообщает Аарону важную информацию. После похорон Сиддика Розита выходит за пределы Александрии и нападает на трёх мертвецов. Последний — строитель в каске — чуть не кусает её, но Розиту спасает Юджин. Гэбриел приходит в тюрьму к Данте, говорит с ним и, убедившись, что его не переделать, казнит Шепчущего. Мишонн встречает незнакомца, который представляется Вёрджилом и рассказывает, что прибыл с хорошо укреплённого и защищённого острова, и теперь хочет вернуться обратно на одной из лодок Оушенсайда. Мишонн решает помочь ему добраться домой, а заодно посмотреть, может ли быть полезным союз с обитателями этого острова. Аарон, Дэрил, Кэрол, Джерри, Магна, Конни и Келли проникают на территорию ходячих и идут искать большую орду. В лесу они встречают Альфу. Кэрол бросается за ней, остальные бегут за Кэрол. Альфа заманивает их в старую шахту, где скрывается орда. |            |                                                       |                        |                                                                  |                 |                     |
| 140 | 9          | «Давление» «Squeeze»                                  | Майкл Э. Сатраземис    | Дэвид Лесли Джонсон-Макголдрик                                   | 23 февраля 2020 | 3,52                |
| Дэрил с товарищами блуждают в лабиринте пещеры, кишащем Шепчущими и ходячими. Многие винят Кэрол, что она завела всех в западню. Ниган пытается убедить Альфу, что Гамма — предатель, но Альфа угрожает отрезать ему гениталии, и эффектно сажает его в дерьмо. В конечном итоге, обстоятельства заставляют её согласиться с Ниганом. В благодарность за бдительность Альфа спаривается с Ниганом в лесу, даже не снимая маски. В пещере Келли находит ящик старого динамита, и Кэрол решает взорвать половину стада ходячих. При случайном взрыве одной шашки она и Дэрил едва не гибнут. Все бегут из рушащейся пещеры, но Магна и Конни оказываются заперты под завалом, когда рванул целый ящик динамита. Дэрил отправляется на поиски другого входа в пещеру, по которому туда согнали ходячих. |            |                                                       |                        |                                                                  |                 |                     |
| 141 | 10         | «Сталкер» «Stalker»                                   | Бронуэн Хьюз           | Джим Барнс                                                       | 1 марта 2020    | 3,16                |
| Гамма приходит в Александрию, чтобы помочь спасти товарищей Дэрила из пещеры, но её подозревают во вранье и сажают в клетку. В лесу Дэрил подстерегает Альфу, в схватке оба тяжело ранят друг друга и лежат, истекая кровью, в заброшенной автомастерской. Тайными ходами Бета проникает в Александрию и устраивает там резню, стремясь найти и покарать Гамму. Гамма пытается завести Бету в ловушку, но он сбегает. То ли в бреду, то ли наяву Альфа видит свою дочь, и та говорит с ней, пытаясь убедить, что есть и другой путь. Затем Лидия (а это всё-таки была она) помогает Дэрилу, у которого повреждена бедренная артерия. Розита проникается симпатией к Мэри (она же Гамма), убедившись на деле, что она на их стороне. Выжившая, но ещё больше озлобленная Альфа в очередной раз обещает страшную месть. |            |                                                       |                        |                                                                  |                 |                     |
| 142 | 11         | «Утренняя звезда» «Morning Star»                      | Майкл Э. Сатраземис    | Джулия Ракман и Вивиан Тсе                                       | 8 марта 2020    | 2,93                |
| Альфа и Ниган хлещут друг друга прутиками в знак взаимной симпатии, и затем бредут бок о бок во главе многотысячного стада ходячих, сопровождаемые тяжёлым ревнивым взглядом Беты. Юджин тайно общается по рации с незнакомкой, в которую он уже заочно влюблён, и за этим занятием его застает Розита. Хиллтоп и Александрия готовятся к осаде, спешно сооружая оборонительные укрепления. Бета с Шепчущими собирает горючее для зажигательных снарядов. Ниган, который уже вовсю пользуется маской, советует Альфе не уничтожать, а покорить поселения, и она вроде бы соглашается. Огромная орда на подходе, и у стен Хиллтопа разгорается настоящее средневековое побоище с щитами, копьями, луками и катапультами. Плечом к плечу против Шепчущих и ходячих сражаются Лидия и Гамма. Но метко пущенные зажигательные снаряды поджигают стены Хиллтопа. Альфа говорит Нигану, что общины так или иначе пополнят её ряды — в виде ходячих. |            |                                                       |                        |                                                                  |                 |                     |
| 143 | 12         | «Пойдём с нами» «Walk with Us»                        | Грег Никотеро          | Элай Джорне и Николь Миранте-Мэттьюс                             | 15 марта 2020   | 3,49                |
| Несмотря на ожесточённое сопротивление, Хиллтоп пал, и уцелевшие защитники покидают его. Эрл выводит детей, но, будучи укушенным, кончает с собой. Гамма-Мэри спасает Олдена, Келли и своего племянника, отогнав от них группу ходячих, но погибает от рук Беты. Дэрил, Иезекииль и Джерри находят детей в безопасности. Магна выбралась из пещеры и нашла Юмико. Юджин переживает, что из-за утраты радиостанции он не встретится со Стефани. Ниган ловит Лидию и прячет её в лесной избушке, о чём сообщает Альфе. Та идёт туда с намерением убить дочь. Ниган держится рядом и на пороге хижины убивает Альфу, после чего бросает её отрезанную голову к ногам Кэрол. |            |                                                       |                        |                                                                  |                 |                     |
| 144 | 13         | «Что мы получим» «What We Become»                     | Шарат Раджу            | Вивиан Тсе                                                       | 22 марта 2020   | 3,66                |
| Мишонн прибывает с Вёрджилом на остров и попадает в ловушку. Вёрджил в прошлом работник расположенной на острове психиатрической больницы, после нападения мертвецов потерял семью, отчего частично повредился в уме. Он запирает Мишонн в палате и подсовывает ей в еде наркотики, отчего Мишонн испытывает галлюцинации. Она видит Андреа в момент знакомства, но не спасает её как в реальности. Затем она пытается догнать Дэрила, но тот уезжает, затем она видит себя помощницей Нигана и убивает Гленна, а затем, во время войны со Спасителями, её саму находит и убивает Рик. С трудом Мишонн все жё избавляется от дурмана, освобождается сама и выпускает на свободу ещё трёх пленников Вёрджила. Позже Вёрджил, пытаясь оправдаться, показывает ей прибившийся к острову катер. Исследуя его, Мишонн обнаруживает на борту признаки того, что Рик Граймс все ещё жив. Мишонн сообщает по радио Джудит о своей находке и отправляется в путешествие, надеясь найти Рика. Вскоре она натыкается на крупный организованный конвой живых людей и присоединяется к нему. |            |                                                       |                        |                                                                  |                 |                     |
| 145 | 14         | «Посмотри на цветы» «Look at the Flowers»             | Дейзи фон Шерлер Майер | Ченнинг Пауэлл                                                   | 29 марта 2020   | 3,26                |
| Некоторое время назад Кэрол позволила Нигану покинуть Александрию с уговором, что он убьёт Альфу и искупит свои преступления прошлого. В настоящем Кэрол насаживает голову Альфы на кол на границе Александрии, затем пеняет Нигану за его нерасторопность. Ниган пытается оправдаться, в итоге Кэрол оставляет его одного, а сама уходит в лес, где её преследует призрак Альфы. Вскоре к колам приходит Бета и двое шептунов. Бета отрицает возможность стать новым Альфой и подсовывает предложившего это Шептуна под зубы отрезанной головы, тогда как второй в панике убегает. Юджин, Юмико и Иезекииль тем временем на лошадях едут на зов Стефани. В дороге болезнь Иезекииля даёт о себе знать и он теряет лошадь. Дэрил ловит Нигана и хотя тот пытается объяснить, что Альфа мертва и это был план Кэрол, не верит ему. У колов их захватывают Шептуны, которые подтверждают, что Альфа мертва и готовы признать Нигана новым лидером. Но тот, заговорив им зубы, убивает их. В это время Бета с головой Альфы приходит в небольшой городок, где в заброшенном баре сталкивается со своим прошлым — до апокалипсиса он был музыкантом. Он ставит на проигрыватель пластинку и громкой музыкой привлекает к себе всех ближайших мертвецов, после чего ведёт за собой вновь образованную орду. Юджин и его спутники заходят в город на своём пути, где на одной из улиц встречают одну эксцентричную женщину. |            |                                                       |                        |                                                                  |                 |                     |
| 146 | 15         | «Башня» «The Tower»                                   | Лора Белси             | Кевин Дейболдт и Джулия Ракман                                   | 5 апреля 2020   | 3,49                |
| Иезекииль вместе с Юджином и Юмико сталкиваются со странной особой, называющей себя принцессой. Девушка заверяет, что у нее есть пища, боеприпасы и транспорт. Она больше года не встречала людей, поэтому готова поделиться всем с незнакомцами. Бета стремительно собирает орду, чтобы атаковать Хилптон и отомстить за гибель Альфы. Вместе с несколькими оставшимися союзниками он нацелен осуществить план и уничтожить врагов, но, добравшись до общины, его поджидает сюрприз. Ниган видит, что Лидия переживает из-за смерти матери. Чтобы немного утешить девушку и убедить, что иного выбора, как лишить ее жизни, у бывшего предводителя Спасителей не было, мужчина переходит к сложной беседе. Вот только возможная собеседница отказывается даже мыслей допускать о переговорах с негодяем. Дэрилу приходится взять в разведку Джудит. Девочка заверяет, что хочет научиться у безупречного охотника выслеживать противника. Во время осмотра окрестности мисс Граймс рассказывает правду о беседе с матерью лучшему другу. Тем временем Кэрол поручают ответственную миссию. Самостоятельно ей не справиться и вызывается ей помочь неожиданный человек. Олден и Аарон отвлекают Шепчущихся, но идея оборачивается необратимыми последствиями. |            |                                                       |                        |                                                                  |                 |                     |
| 147 | 16         | «Верная гибель» «A Certain Doom»                      | Грег Никотеро          | Сюжет: Джим Барнс, Элай Джорне и Кори Рид Телесценарий: Кори Рид | 4 октября 2020  | 2,73                |
| Окружённые в здании тысячами ходячих, люди придумывают с помощью отремонтированных Люком колонок включить громкую музыку и отвлечь их, но для этого им приходится прорваться через орду ходячих вперемешку с Шепчущими, используя маски и кишки. Во время прорыва погибает Беатрис. Однако после уничтожения Шепчущимися телеги, где были установлены колонки, им приходится вернуться и поодиночке убить Шепчущих, и Дэрилу удаётся убить Бету не без помощи Нигана. В критический момент появляется Мэгги с новым выжившим, которые помогают Гэбриелу отбиться от прорвавшихся врагов. Ходячих удаётся ликвидировать, направив к обрыву. Кэрол, которая хотела пожертвовать собой ради остальных выживших, в последний момент спасает Лидия. Юджин и его группа добираются до места встречи с таинственной незнакомкой, и внезапно их окружают отлично экипированные люди в белой броне. |            |                                                       |                        |                                                                  |                 |                     |
| 148 | 17         | «Дом, милый дом» «Home Sweet Home»                    | Дэвид Бойд             | Кевин Дейболдт и Кори Рид                                        | 28 февраля 2021 | 2,89                |
| Мэгги к своему неудовольствию обнаруживает, что Ниган находится на свободе. Позже у развалин Хиллтопа Дэрил рассказывает, что Ниган был освобожден Кэрол для уничтожения Альфы. Мэгги решает забрать ждущих её своих людей и вместе с Дэрилом, Келли и еще двумя своими спутниками отправляется в лес. Там она обнаруживает, что на её товарищей напали и пропал её сын Хершелл. Ей приходится рассказать Дерилу, что их преследуют некие Жнецы. Вскоре на них нападает неизвестный снайпер. С трудом его удается вычислить и захватить, но тот взрывает себя гранатой. Вскоре они находят живого и невредимого Хершелла, единственного уцелевшего. Утром вся группа приходит в Александрию, где Мэгги снова встречает Нигана, трудящегося вместе со всеми на восстановлении городка. |            |                                                       |                        |                                                                  |                 |                     |
| 149 | 18         | «Найди меня» «Find Me»                                | Дэвид Бойд             | Николь Миранте-Мэттьюс                                           | 7 марта 2021    | 2,26                |
| Разочарованный в отношениях с Кэрол Дэрил уезжает в лес, где находит одинокую хижину. Здесь он вспоминает события пятилетней давности, когда после взрыва на мосту искал Рика. Здесь он нашел пса, который позже будет его сопровождать, а также познакомился с его хозяйкой Лией. Сначала они с опаской относились друг к другу, но потом подружились. Дэрил разрывается между желанием найти Рика и привязанностью к Лии, в итоге девушка ставит перед Дэрилом вопрос, кого он выберет. Когда Дэрил приходит к ней, Лия исчезает. |            |                                                       |                        |                                                                  |                 |                     |
| 150 | 19         | «Ещё один» «One More»                                 | Лора Белси             | Эрик Маунтин и Джим Барнс                                        | 14 марта 2021   | 2,17                |
| Габриэль и Аарон путешествуют по округе в поисках продуктов и лекарств. Из-за того, что Габриель свалился в болото, друзья теряют карту и идут наугад. Вскоре они находят заброшенный склад, в котором находят бутылку виски и дикого кабана, запертого в офисе. Животное тут же становится ужином, после чего Габриэль и Аарон коротают ночь за картами и алкоголем. Утром расслабившихся приятелей захватывает психопат Мэйс, который заставляет своих пленников играть в "русскую рулетку". С трудом Габриэлю и Аарону удается спастись, после чего они безуспешно пытаются спасти ещё одну жертву безумца. |            |                                                       |                        |                                                                  |                 |                     |
| 151 | 20         | «Заноза» «Splinter»                                   | Лора Белси             | Джулия Ракман и Вивиан Тсе                                       | 21 марта 2021   | 2,11                |
| Попавших в плен к белым солдатам Юджина и его спутников изолируют в железнодорожных вагонах. Сопротивляющаяся Принцесса видит, как бросившуюся к ней на помощь Юмико жестоко избивают. Её сажают в вагон. Пытаясь выбраться она ломает доски и получает занозу в палец, это вызывает у неё воспоминания о её тяжелом детстве. Вскоре её уводят на допрос. Из-за своего упрямства она провоцирует командира белых солдат и тот её бьет. Её сажают обратно в вагон. Вскоре у неё начинаются галлюцинации. К ней в вагон заходит солдат, принесший ей еду и ей ненадолго удается сделать его своим пленником. Но в конце выясняется, что так было задумано. |            |                                                       |                        |                                                                  |                 |                     |
| 152 | 21         | «Разошедшиеся» «Diverged»                             | Дэвид Бойд             | Хэзер Беллсон                                                    | 28 марта 2021   | 1,94                |
| После тяжелого разговора с Дэрилом, Кэрол с собакой возвращаются в Александрию, а Дэрил остается в лесу, чтобы найти ещё припасы и запчасти для своего мотоцикла. В критический момент он обнаруживает, что остался без инструментов, так как отдал Кэрол свой швейцарский нож. Кэрол тем временем пытается сварить суп для Джерри, используя минимум ингредиентов, а также вместе с псом пытается поймать обитающую на кухне крысу. Дэрил находит запчасти, а затем натыкается на нескольких зомби-солдат. У одного из них он находит пассатижи и наконец чинит свой мотоцикл. Кэрол наконец сварила свой суп и приглашает Джерри. Вскоре возвращается и Дэрил, Кэрол предлагает ему присоединиться к обеду, но тот отказывается и забрав пса уходит домой отдыхать. |            |                                                       |                        |                                                                  |                 |                     |
| 153 | 22         | «Здесь Ниган» «Here's Negan»                          | Лора Белси             | Дэвид Лесли Джонсон-Макголдрик                                   | 4 апреля 2021   | 2,12                |
| Не желая последствий нахождения Мэгги и Нигана в одном месте, Кэрол приводит последнего жить вдали от всех в хижину Лии, объясняя это тем, что так решило общее собрание, хотя Ниган сразу понимает, что это единоличное решение Кэрол. Оставшись в одиночестве Ниган вспоминает и переосмысливает события сделавшие его тем, кем он стал, как до эпидемии он потерял работу учителя физкультуры из-за конфликта с отцом ученика, как любил свою жену Люсиль, больную раком, хоть и изменял ей. как в поисках лекарств для нее встретил странствующих врачей, от которых помимо лекарств получил и свою биту. Позже его захватили наркоманы и Ниган был вынужден рассказать им о своих благодетелях, которых позже наркоманы захватили. Ниган же вернувшись к жене, находит её умершей. Тогда он сжигает её вместе с домом, наматывает на биту колючую проволоку и вернувшись в бар, где его держали, расправляется с наркоманами, спасая врачей. В настоящем Ниган приходит на место последнего сражения спасителей и александрийцев, где находит свою биту. Окончательно сломав её о голову оказавшегося поблизости ходячего, Ниган сжигает её в камине, после чего, зная, что его ждет вероятная месть Мэгги за Гленна, возвращается в Александрию. |            |                                                       |                        |                                                                  |                 |                     |

## Производство
В феврале 2019 года сериал продлен на десятый сезон. Съемки начались в мае 2019 года. Эндрю Линкольн выразил заинтересованность в постановке эпизода для 10 сезона, но не смог из-за конфликта в расписании. Майкл Кадлиц, который снял эпизод в 9 сезоне, вернулся, чтобы снять четвёртый и седьмой эпизод 10 сезона. Производство оригинально 16-серийного десятого сезона было завершено в ноябре 2019 года. В октябре 2020 года производство возобновилось, чтобы снять дополнительные шесть эпизодов для десятого сезона.

### Кастинг
В феврале 2019 года было объявлено, что Данай Гурира, которая играет Мишонн, покинет сериал в десятом сезоне. У Гуриры будет ограниченная роль и она появится в нескольких эпизодах, которые будут перемежаться в течение всего сезона. Позже, в июле 2019 года, Гурира подтвердила свой уход на панели San Diego Comic-Con, заявив:
Я могу подтвердить, что для меня это будет последний сезон в этом удивительном шоу в роли Мишонн. Я просто хочу сказать, что это была одна из самых чистых радостей в моей жизни. Я очень благодарна за этот опыт, и я даже не могу выразить это сейчас. Моё сердце не уходит... оно никогда не закончится, связь между нами никогда не закончится. Это было очень трудное решение. Это было о моём призвании и других вещах, которые меня звали... как создателя работы. Всё, что меня переполняет — это боль от расставания и благодарность всем вам. Я люблю вас, ребята. Семья «ХМ» навсегда.
В июле 2019 года было объявлено, что Тора Бёрч и Кевин Кэрролл присоединились к актёрскому составу; Бёрч играет Гамму, члена Шепчущихся, а Кэрролл играет Вёрджила, выжившего, который ищет свою семью. Что касается статуса Лорен Коэн, которая играет Мэгги Грин, в шоу, шоураннер Анджела Канг отметила: «Я просто скажу, что мы работаем над этим». Коэн ушла из «Ходячих мертвецов» в девятом сезоне, чтобы играть в сериале «Виски Кавалер», однако этот сериал был отменён после одного сезона. В октябре 2019 Канг подтвердила, что Коэн вернётся в 11 сезоне в основной состав сериала, но также намекнула на её появление во второй половине 10 сезона. Канг сказала, что при разработке сезона, даже до того, как они знали о возвращении Коэн, они продолжали делать так, что Мэгги всё ещё была частью продолжающейся сюжетной линии, чтобы они могли работать над её возвращением, если у неё будет возможность. Тизер-трейлер «Верной гибели», вышедший после трансляции «Башни», подтвердил возвращение Мэгги в сериал.
В рамках расширенных эпизодов для 10 сезона, один из них будет посвящён предыстории Нигана и представит его жену Люсиль, которую сыграет реальная жена Моргана, Хилари Бёртон. 19 ноября 2020 года было объявлено, что Роберт Патрик и Океа Эме-Аквари получили роли Мэйса и Элайджи в дополнительных эпизодах.

## Выпуск
Трейлер к сезону был выпущен 20 июля 2019 года, на фестивале San Diego Comic-Con. Премьера сезона стала доступна для подписчиков сайта AMC Premier 29 сентября 2019 года.
В марте 2020 года AMC объявило, что из-за пандемии COVID-19, постпродакшн финала сезона не будет завершён к планированному сроку выхода в эфир 12 апреля 2020 года, и вместо этого серия выйдет в эфир 4 октября 2020 года. Канг заявила, что задержка с пост-продакшеном была связана с координацией всемирных продюсерских студий, делающих свои спецэффекты, прежде чем государство издало свои приказы о закрытии, которые фактически закрыли их калифорнийскую продюсерскую студию, чтобы совместить те для финального эпизода.

## Реакция

### Реакция критиков
Десятый сезон «Ходячих мертвецов» получил положительные отзывы от критиков. На сайте Rotten Tomatoes рейтинг сезона составляет 91 % на основе 305 отзывов, со средней оценкой 7,26/10. Критический консенсус гласит: «Несколько изменений по обе стороны камеры позволяют „Ходячим мертвецам“ создать пространство для захватывающих новых историй и некоторых очень страшных новых противников». Комментируя премьеру сезона, Comicbook.com назвал её «идеальным возвращением»; «Decider» написал, что этот эпизод является «грубым, страшным и крупнобюджетным повествованием, которое может устроить только „Ходячие мертвецы“. 10-й сезон уже начался многообещающе»; а «Forbes» написал: «Сценарий остаётся расписанным по пунктам, режиссура — твёрдая. Шоу всё ещё находится в хорошем месте».
| Графики недоступны из-за технических проблем. См. информацию на Фабрикаторе и на mediawiki.org. - Сезон 10 (2019–21): Процент положительных отзывов на сайте Rotten Tomatoes |

### Рейтинги
| №  | Название                      | Дата показа     | Рейтинг (18—49) | Зрителей (миллионов) | DVR (18—49) | Зрителей DVR (миллионов) | Всего (18—49) | Всего зрителей (миллионов) |
| -- | ----------------------------- | --------------- | --------------- | -------------------- | ----------- | ------------------------ | ------------- | -------------------------- |
| 1  | «Дороги, которые мы выбираем» | 6 октября 2019  | 1,4             | 4,00                 | 0,9         | 2,31                     | 2,3           | 6,32                       |
| 2  | «Мы — конец этого мира»       | 13 октября 2019 | 1,3             | 3,47                 | 0,9         | 2,16                     | 2,2           | 5,64                       |
| 3  | «Привидения»                  | 20 октября 2019 | 1,2             | 3,48                 | 0,8         | 2,12                     | 2,0           | 5,61                       |
| 4  | «Молчание Шепчущихся»         | 27 октября 2019 | 1,1             | 3,31                 | 0,9         | 2,20                     | 2,0           | 5,51                       |
| 5  | «Что и всегда»                | 3 ноября 2019   | 1,0             | 3,09                 | 1,0         | 2,25                     | 2,0           | 5,35                       |
| 6  | «Союзы»                       | 10 ноября 2019  | 1,1             | 3,21                 | 0,8         | 2,23                     | 1,9           | 5,45                       |
| 7  | «Открой глаза»                | 17 ноября 2019  | 1,1             | 3,31                 | 0,9         | 2,11                     | 2,0           | 5,43                       |
| 8  | «Прежний мир»                 | 24 ноября 2019  | 1,0             | 3,21                 | 0,8         | 2,10                     | 1,8           | 5,32                       |
| 9  | «Сжатие»                      | 23 февраля 2020 | 1,2             | 3,52                 | 0,7         | 1,86                     | 1,9           | 5,38                       |
| 10 | «Следопыт»                    | 1 марта 2020    | 1,0             | 3,16                 | 0,8         | 1,84                     | 1,8           | 5,00                       |
| 11 | «Утренняя звезда»             | 8 марта 2020    | 0,9             | 2,93                 | 0,6         | 1,52                     | 1,5           | 4,45                       |
| 12 | «Иди с нами»                  | 15 марта 2020   | 1,2             | 3,49                 | 0,8         | 1,96                     | 2,0           | 5,46                       |
| 13 | «Кем мы становимся»           | 22 марта 2020   | 1,2             | 3,66                 | 0,8         | 1,99                     | 2,0           | 5,57                       |
| 14 | «Смотри на цветы»             | 29 марта 2020   | 1,1             | 3,26                 | 0,7         | 1,72                     | 1,8           | 4,98                       |
| 15 | «Башня»                       | 5 апреля 2020   | 1,1             | 3,49                 | 0,6         | 1,51                     | 1,7           | 5,00                       |
| 16 | «Верная гибель»               | 4 октября 2020  | 0,9             | 2,73                 | N/A         | N/A                      | N/A           | N/A                        |
| 17 | «Дом, милый дом»              | 28 февраля 2021 | 0,9             | 2,89                 | 0,4         | 1,41                     | 1,3           | 4,30                       |
| 18 | «Найди меня»                  | 7 марта 2021    | 0,7             | 2,26                 | 0,5         | 1,55                     | 1,2           | 3,81                       |
| 19 | «Ещё один»                    | 14 марта 2021   | 0,6             | 2,17                 | TBD         | TBD                      | TBD           | TBD                        |
| 20 | «Заноза»                      | 21 марта 2021   | 0,6             | 2,11                 | TBD         | TBD                      | TBD           | TBD                        |
| 21 | «Разошедшиеся»                | 28 марта 2021   | 0,6             | 1,94                 | TBD         | TBD                      | TBD           | TBD                        |
| 22 | «Здесь Ниган»                 | 4 апреля 2021   | 0,6             | 2,12                 | TBD         | TBD                      | TBD           | TBD                        |